# Strehlow (Hohenmocker)
Strehlow ist ein Ortsteil der Gemeinde Hohenmocker im Nordosten des Landkreises Mecklenburgische Seenplatte. Die Gemeinde liegt südlich von Demmin. Sie gehört dem Amt Demmin-Land an, das seinen Verwaltungssitz in der Stadt Demmin hat.

Strehlow zwischen 1880 und 1920

## Geografie
Strehlow liegt 10 km südöstlich von Demmin und 16,5 km nordwestlich von Altentreptow. Durch die Gemeinde fließt der Strehlower Bach, welcher später bei der Leistenower Mühle in den Augraben mündet. Die Gemeinde liegt auf einer zerschnittenen Hochfläche von 40 bis 50 m über HNH.
Nördlich des Strehlower Baches verläuft der Oser von Hohenbrünzow bis südlich von Hohenmocker über 2,5 km, dort wurden viele Sandgruben genutzt.

## Geschichte
Der slawische Ursprung des Ortsnamens ist Beleg für eine ältere Siedlungsgeschichte des Ortes. Nordwestlich des Ortes sind außerdem 5 Großsteingräber des Neolithikums (4500 bis 1800 vdZ) als erhaltene Bodendenkmale vorhanden.
Im Gegensatz dazu wurde Strehlow bis Mitte des 14. Jahrhunderts nicht in den pommerschen Urkunden aufgeführt.
1739 wurde der Ort als Lehn-Rittergut mit einem Bauerndorf bezeichnet. Das Gut mit 1051 Morgen, vier Bauernhöfe mit 396 Morgen und der Pfarracker haben insgesamt 1455 Morgen der Dorfmark. Das Dorf hatte zwei Besitzteile:
- a) Wassermühle, Ölmühle und 3 Bauern mit 4 Feuerstellen gehörten der Familie von Schwerin
- b) Das Vorwerk und ein Bauernhof mit insgesamt 11 Feuerstellen gehörten der Familie von Podewils

1800 führte Wilhelm von Schwerin auf Janow beide Teile mit 13 Feuerstellen und 139 Einwohnern zusammen.
Im preußischen Urmesstischblatt von 1835 ist ein kleines Gut und ein langgestrecktes Dorf mit Ausrichtung von Süden nach Norden als Straßendorf erkennbar. Einen Kilometer westlich des Ortes liegt im Tal des Strehlower Baches das größere Mühlenanwesen.
1871 hatte der Ort zwei Statistikteile: a) Dorf - 6 Wohnhäuser mit 7 Haushaltungen und 47 Einwohner, 1867 waren es nur 45; b) Gut - 6 Wohnhäuser mit 15 Haushaltungen und 77 Einwohner, 1867 waren es noch 81. Alle waren Mitglied der evangelischen Konfession.
Im Messtischblatt (MTB) von 1880 war die Ansiedlung stark verändert. Das Gut war am nördlichen Dorfausgang groß und kompakt neu errichtet. Im Dorf sind 3 Bauernhöfe erkennbar, die Landarbeiterkaten standen entlang der Straße. Das Mühlengrundstück mit der Wassermühle und entsprechendem Stau war noch vorhanden.
Entsprechend dem Güterverzeichnis von 1905 hatte Strehlow nur 250 ha und gehörte dem Grafen von Schwerin-Ziethen, Majoratsherr auf Wustrau. Der Verwalter in Strehlow war Dr. Louis von Schwerin in selbstständiger Funktion.
Von der Bodenreform in der Sowjetischen Besatzungszone war Strehlow direkt betroffen. Die hier jetzt vorhandenen Flüchtlinge erhielten Land aus dem enteigneten Gut und errichteten sich nachfolgend Neubauernsiedlungen nördlich und südlich des ehemaligen Gutes. Nach 1960 waren alle Bauern in einer Landwirtschaftliche Produktionsgenossenschaft (LPG), im jetzt vergrößerten Dorf wurde eine Agraranlage in den Resten des Gutes errichtet. Das Mühlengrundstück war verschwunden.
Der vorpommersche Kreis Demmin wurde am 25. Juli 1952 nach Auflösung der Länder dem neu gebildeten Bezirk Neubrandenburg zugeordnet. Am 12. Juni 1994 wurde der Kreis  seit dem 17. Mai 1990 wieder als Landkreis bezeichnet. Das Gebiet bildete seither bis zur Kreisgebietsreform 2011 den Landkreis Demmin.

## Kultur und Sehenswürdigkeiten

### Bauwerke
- Reste der Gutsanlage

### Grünflächen und Naherholung
- Oser von Hohenbrünzow bis südlich von Hohenmocker über 2,5 km
- 5 Großsteingräber als wichtige regionale Bodendenkmale nordwestlich des Ortes

## Wirtschaft und Infrastruktur

### Unternehmen
- Die Gegend ist überwiegend landwirtschaftlich geprägt

### Verkehr
Östlich des Ortes verläuft die A 20, sie ist über die Anschlussstelle Jarmen zu erreichen. Durch die Gemeinde verläuft die Bahnstrecke Neustrelitz-Stralsund (Berliner Nordbahn) und nördlich die Bundesstraße 110. An der 1878 eröffneten Teilstrecke Altentreptow - Stralsund liegt der Bahnhof Sternfeld als einziger Bahnhof und Haltepunkt in der Gemeinde direkt neben Strehlow.
Die bei Demmin von der B 194 abzweigende Landesstraße L271 verläuft durch die Orte Sternfeld und Hohenmocker, dort zweigen die Kreisstraßen über Hohenbrünzow nach Sarow und über Tentzerow nach Alt Tellin ab. Der Ort ist von der A 20 von der Anschlussstelle Anklam (bei Klempenow) über die Landesstraße L35 und L271 zu erreichen.